# Ganiveta (esquí)
La ganiveta és una peça metàl·lica que es col·loca a la fixació de l'esquí de muntanya. La denominació acostuma a ser en plural, ganivetes, perquè se'n necessiten dos, una per cada esquí. En català també s'anomenen serretes; en francès, couteaux, i en anglès, claws.
Les ganivetes s'utilitzen durant l'ascenció. Permeten progressar amb els esquís als peus per neu dura i glaçada. La seva funció és evitar que l'esquiador llisqui enrere. Es col·loquen a la puntera de la fixació de l'esquí i les seves dents sobresurten pels laterals. Aquesta posició permet que les ganivetes es clavin a la neu glaçada gràcies al pes de l'esquiador. Cal tenir en compte que cada fixació té el seu model de ganivetes.
Les ganivetes no són un material obligatori per a l'esquí de muntanya ja que, si la neu és massa dura, perquè sigui segura amb els esquís sempre hi ha l'opció de treure-se'ls i calçar-se uns grampons.